# 圆吻鲴粘体虫
圆吻鲴粘体虫（学名：Myxosoma distoechodonis）为粘体科粘体虫属的动物。在中国，分布于浙江等，营寄生生活，寄生在圆吻鲴的鳃。